# 도미닉 키팅
도미닉 키팅(Dominic Keating, 1962년 7월 1일 ~ )은 잉글랜드의 배우이다.

## 출연 작품
- 셜록홈즈-비밀의 열쇠 (2010)
- 선스 오브 아나키 (2008)
- 스피시즈 4 (2007)
- 베오울프 (2007)
- 헐리우드 킬즈 (2006)
- 히어로즈 (2006)
- 프리즌 브레이크 시즌1 (2005)
- 스타 트렉: 엔터프라이즈 (2001)
- 할리우드 게임 (2001)
- G Vs E (1999)
- 더 빌 (1984)